# Josephine Apieu Jenaro Aken
Josephine Apieu Jenaro Aken (1 tháng 5 năm 1955 - 2 tháng 5 năm 2008), một thành viên của nhóm Luo từ vùng Bahr el Ghazal, sinh ra ở Wau, Tây Bahr el Ghazal, Nam Sudan. Bà là thành viên của Phong trào Giải phóng Nhân dân Sudan.

## Giáo dục và giáo dục sớm
Aken sinh ra ở Alur, Kuarjena và học ngành viễn thông tại Trung tâm đào tạo Juba ở Khartoum. Sau đó, bà đến Vương quốc Anh để học quản trị kinh doanh tại Đại học Mở.

## Nghề nghiệp
Aken bắt đầu sự nghiệp là một nhân viên bưu điện. Từ năm 1973 đến 1976, bà làm việc tại Bộ Giáo dục ở Nam Sudan. Năm 1976, bà chuyển sự nghiệp sang điều phối và làm việc tại Khartoum cho đến năm 1987. Năm 1987, Aken chuyển đến Vương quốc Anh. Bà đồng sáng lập SWA vào tháng 2 năm 1991 và là chủ tịch của tổ chức từ năm 1994 đến 2000. Sau khi từ chức khỏi cương vị của mình, bà trở thành điều phối viên của SWA.

## Chính trị
Trước khi gia nhập Chính phủ Nam Sudan, bà là Giám đốc Hiệp hội Phụ nữ Sudan có trụ sở tại Trung tâm Cộng đồng Tu viện Luân Đôn, Kilburn, London, Vương quốc Anh. Bà là một công chức cao cấp trong Chính phủ Nam Sudan. Từ năm 1994 đến 2008, Aken đã phục vụ trong Hội đồng Giải phóng Quốc gia cho Phong trào Giải phóng Nhân dân Sudan (SPLM).

## Công tác từ thiện
Năm 2000, Aken được bổ nhiệm làm chủ tịch của Hiệp hội đào tạo người tị nạn Camden và Westminster. Bà ở lại tổ chức từ thiện cho đến năm 2004. Vài năm sau, vào năm 2006, Aken quay trở lại Nam Sudan và được chọn để chỉ đạo Ủy ban Tư pháp Nhân viên Nam Sudan (SSJEC).

## Tử vong
Vào ngày 2 tháng 5 năm 2008, Aken đã chết trong một vụ tai nạn máy bay cùng với chồng của mình, Bộ trưởng phụ trách vấn đề SPLA, Dominic Dim Đặng, ở Juba, Sudan.